# Aurelio Genghini
Aurelio Genghini (Italia, 1 de octubre de 1907-11 de septiembre de 2001) fue un atleta italiano especializado en la prueba de maratón, en la que consiguió ser medallista de bronce europeo en 1938.

## Carrera deportiva
En el Campeonato Europeo de Atletismo de 1934 ganó la medalla de bronce en la carrera de maratón, recorriendo los 42,195 km en un tiempo de 2:55:04 segundos, tras el finlandés Armas Toivonen (oro con 2:52:29 segundos) y el sueco Thore Enochsson.